# Nazionale di bob dell'Ungheria
La nazionale di bob dell'Ungheria è la selezione che rappresenta l'Ungheria nelle competizioni internazionali di bob.
La squadra ha preso parte cinque edizioni dei giochi olimpici invernali.

## Storia

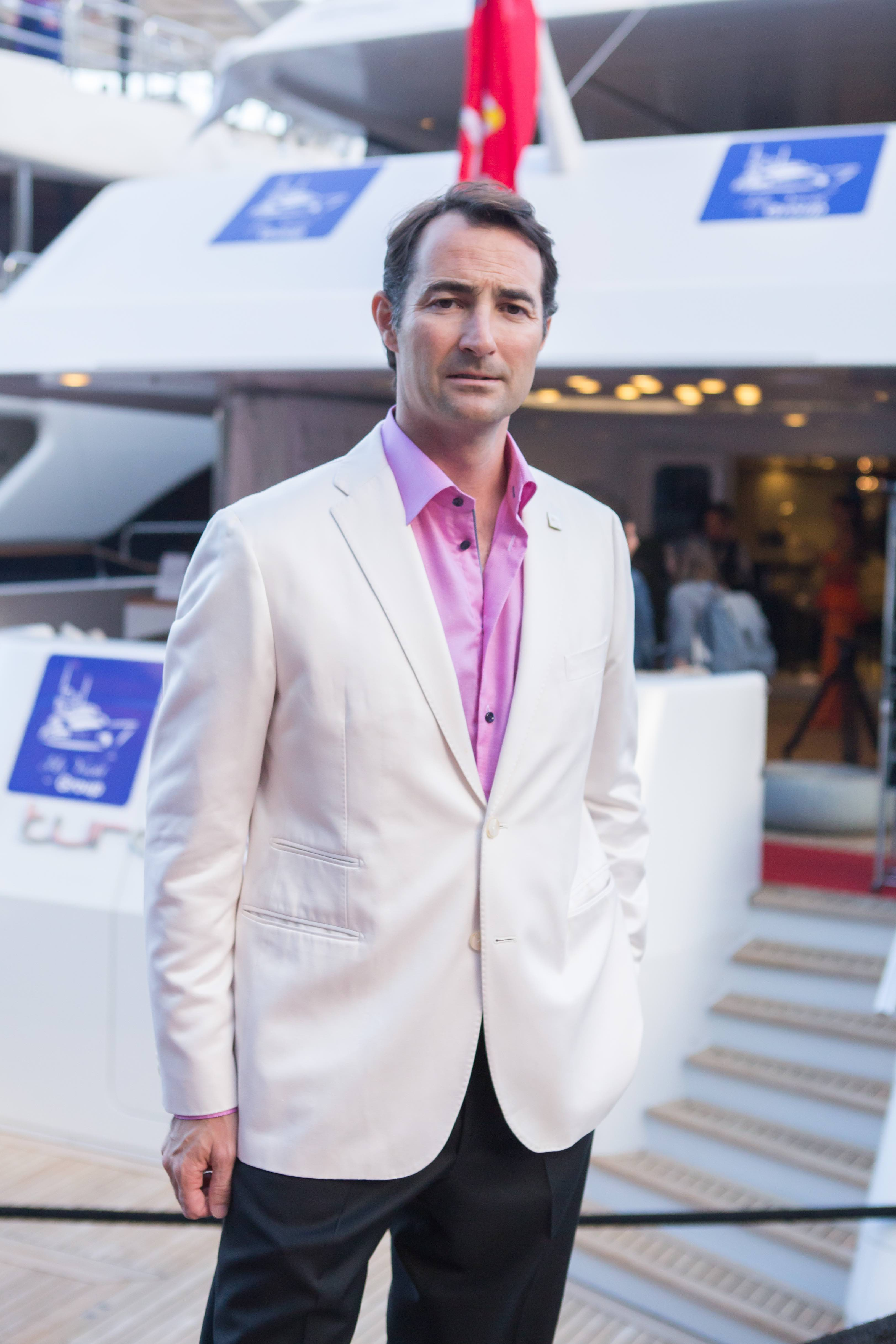
Nicholas Frankl

Fra i primi bobbisti ungheresi si ricorda István Déván, campione nazionale nel bob a cinque nel 1914.
Negli annali olimpici risulta che una squadra ungherese fu iscritta alle prime Olimpiadi invernali di Chamonix-Mont-Blanc 1924, ma senza completare la gara.
A distanza di quasi 70 anni, il popolare giornalista sportivo televisivo István Gyulai (segretario generale della Federazione internazionale di atletica leggera) stava assistendo insieme al suo vecchio amico e collega inglese-ungherese Andrew Frankl alle gare di bob delle Olimpiadi di Albertville 1992: notando che non vi era alcuna squadra ungherese, telefonò al figlio Miklós Gyulai, vincitore della medaglia d'oro nella staffetta 4x400 ai Campionati europei under 23 di atletica leggera del 1992, invitandolo a seguire l'evento televisivo perché alle prossime Olimpiadi vi avrebbe preso parte anche lui insieme a Nicholas Frankl, figlio del suo amico. Poco dopo i due bobbisti scesero sulla pista di Innsbruck, partecipando poi a più competizioni possibili al fine di ottenere la qualificazione olimpica. L'equipaggio a due prese così parte ai Giochi invernali di Lillehammer 1994, giungendo al 28º posto.
Dopo le Olimpiadi, Nicholas Frankl disse che gli sarebbe piaciuto provare il quartetto, quindi furono reclutati ex sportivi come Péter Pallai (altro ungherese nato a Londra, conosciuto casualmente mentre faceva jogging), Bertalan Pintér e Zsolt Zsombor, mentre anche Márton Gyulai (fratello minore di Miklós) iniziò ad interessarsi. Durante i loro viaggi, incontrarono in Norvegia il principe Alberto II di Monaco, pilota della Nazionale di bob del Principato di Monaco, che prestò loro strumenti e attrezzature per allenarsi. Nelle successive due edizioni olimpiche, il bob a quattro uomini ungherese si piazzò al 24° a Nagano 1998 e 23º posto a Salt Lake City 2002.
Sempre a Salt Lake City 2002, debuttò a sorpresa anche il bob a due femminile ungherese (13º posto), ripescato dopo la rinuncia del secondo equipaggio della Nazionale di bob del Canada. Ildikó Stréhli, maestra di sci ungherese emigrata negli Stati Uniti, aveva infatti deciso di formare una squadra femminile di bob: per questo aveva acquistato un bob usato della Germania orientale e, dopo aver pubblicato un annuncio sui giornali, aveva selezionato la compagna di squadra facendo spingere la propria utilitaria rossa carica di mattoni in un parcheggio di Wekerle. Gli allenamenti avvenivano allo stesso modo, ma erano spesso interrotti da uomini che gentilmente si offrivano di aiutare le donne a spingere l'automobile. Dopo aver iniziato a gareggiare seriamente, fu diagnosticato a Ildikó Strehli un tumore al seno, che rese necessaria la chemioterapia e l'amputazione di entrambi i seni; ciononostante la bobbista non rinunciò al proprio sogno olimpico, riuscendo poi a centrare la qualificazione. Soprannominata "principessa del bob" e la "Lance Armstrong del bob femminile", Stréhli scese con il bob soprannominato la "slitta piena di speranza" (Sled Full of Hope), decorata con un fiocco rosa per ricordare la lotta contro il cancro al seno.
In seguito, Frankl decise di smettere, cosicché Márton Gyulai venne promosso a pilota, con l'incarico di ricostruire da zero una squadra di bob a due e a quattro. Furono perciò ingaggiati tre ex sportivi di livello internazionale: l'atleta di decathlon Zsolt Kürtösi, il saltatore in lungo Tamás Margl e il lanciatore di giavellotto Gergely Horváth, oltre a Dávid Szabó, Bertalan Papp e il discobolo Roland Varga, che aiutarono molto nella preparazione. Le Olimpiadi di Torino 2006 furono le prime ed uniche con una squadra ungherese di bob a quattro e a due contemporaneamente, che giunsero rispettivamente al 24º e al 29º posto. Poco dopo, István Gyulai morì l'11 marzo 2006, decretando la fine del bob ungherese, a causa della perdita di motivazione del figlio Márton, che nel 2011 riprovò con gli amici a riprendere l'attività bobbistica, ma ormai non aveva più voglia di gareggiare.

## Partecipazione ai giochi olimpici invernali

### Bob a quattro maschile
| anno | città               | classifica | composizione                                                                                      |
| ---- | ------------------- | ---------- | ------------------------------------------------------------------------------------------------- |
| 1924 | Chamonix-Mont Blanc | DNS        | C. Csepel, István Déván, B. Gyurkovich, J. Huttner, A. Kohler, E. Piastra, R. Schwabl, F. Szirtes |
| 1998 | Nagano              | 24°        | Nicholas Frankl, Péter Pallai, Zsolt Zsombor, Bertalan Pintér                                     |
| 2002 | Salt Lake City      | 23°        | Nicholas Frankl, Márton Gyulai, Péter Pallai, Bertalan Pintér, Zsolt Zsombor                      |
| 2006 | Torino              | 24°        | Márton Gyulai, Zsolt Kürtösi, Tamás Margl, Bertalan Pintér                                        |

### Bob a due maschile
| anno | città       | classifica | composizione                   |
| ---- | ----------- | ---------- | ------------------------------ |
| 1994 | Lillehammer | 28°        | Nicholas Frankl, Miklós Gyulai |
| 2006 | Torino      | 29°        | Márton Gyulai, Bertalan Pintér |

### Bob a due donne
| anno | città          | classifica | composizione              |
| ---- | -------------- | ---------- | ------------------------- |
| 2002 | Salt Lake City | 13°        | Ildikó Stréhli, Éva Kürti |